# Patricia Hollis
Pour les articles homonymes, voir Hollis.
Patricia Lesley Hollis (née Wells ; 24 mai 1941 - 13 octobre 2018 ) est une membre travailliste de la Chambre des lords du Royaume-Uni.

## Biographie

### Jeunesse et éducation
Hollis fait ses études à la Plympton Grammar School, au Girton College de Cambridge (BA), à l'Université de Californie et à l'Université Columbia à New York (où elle est Harkness Fellow de 1962 à 1964) et au Nuffield College d'Oxford (MA, DPhil) . Aux États-Unis, Hollis est active dans le mouvement des droits civiques, faisant du piquet de grève devant des restaurants séparés et aidant à organiser des campagnes d'inscription des électeurs dans le Mississippi ,,.

### Carrière universitaire
Elle est maitre de conférence en histoire moderne, professeur et doyenne à l'Université d'East Anglia à Norwich de 1967 à 1990. Parmi ses publications académiques figurent Ladies Elect: Women in English Local Government, 1865-1914, sur le travail de la Women's Local Government Society. Elle est la patronne de cette société lors de sa reformation ,.
Elle est commissaire nationale au patrimoine anglais de 1988 à 1991.

### Vie politique
Patricia Hollis se présente dans la circonscription de Great Yarmouth pour le parti travailliste aux Élections générales britanniques de février 1974 d'octobre 1974 et aux élections générales de 1979 . Elle s'implique dans la politique locale au début de sa carrière, siégeant au conseil municipal de Norwich de 1968 à 1991, et en tant que chef du conseil de 1983 à 1988 . Hollis siège au Conseil de presse de 1988 à 1990 et est directrice de Radio Broadland de 1983 à 1997.
Elle est créée pair à vie en tant que baronne Hollis de Heigham, de Heigham dans la ville de Norwich le 1er juin 1990 et est whip de l'opposition à la Chambre des lords entre 1990 et 1995, et porte-parole de l'opposition sur le logement, le gouvernement local, l'Environnement, le Handicap et la Sécurité Sociale à partir de 1990. Alors qu'elle est dans l'opposition, elle porte par l'intermédiaire des Lords les propositions de partage des pensions en cas de divorce qui sont désormais devenues loi.
Hollis est sous-secrétaire d'État parlementaire au Département du travail et des retraites (anciennement Département de la sécurité sociale) du 5 mai 1997 jusqu'au remaniement de 2005 .
Elle est membre de la Royal Historical Society membre honoraire du Girton College de Cambridge et auteur de plusieurs livres sur l'histoire des femmes et sur l'histoire du travail. Son livre Jennie Lee - a life (1997) remporte le prix Orwell pour la biographie politique et le prix Wolfson History pour le livre d'histoire de l'année.

### Vie privée
Elle est mariée à Martin Hollis, professeur de philosophie à l'université d'East Anglia de 1965 jusqu'à sa mort en 1998 : ils ont deux fils .
Hollis est décédé en octobre 2018, à l'âge de 77 ans, des suites d'une longue maladie .